# 퍼스널 내비게이션 어시스턴트

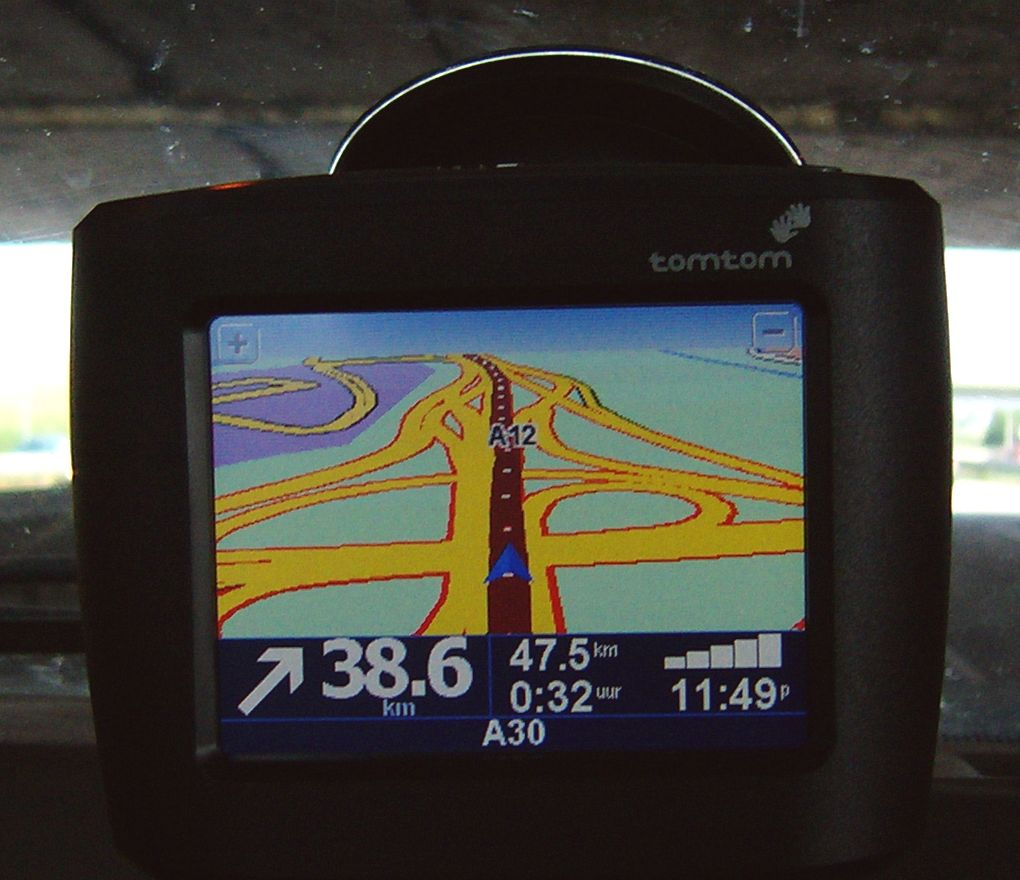
퍼스널 내비게이션 어시스턴트의 예시.

퍼스널 내비게이션 어시스턴트(Personal navigation assistant, PNA)는 개인 내비게이션 장치 또는 휴대용 내비게이션 장치(Portable Navigation Device, PND)로도 알려져 있으며, 위치 확인 기능(GPS 등)과 항법 기능을 결합한 휴대용 전자 제품이다.
일부 PNA 장치는 기능이 제한된 개인 정보 단말기이며 잠금 해제될 수 있다.

## 역사
초기 PNA는 전자 지도에 사용자의 위치를 표시할 수 있는 휴대용 GPS 장치(1980년대 중반경)였다. 이 장치에는 주행 방향 및 주행 경로와 같은 간단한 항법 기능이 포함되어 있었다. 이 1세대 PNA는 미군에서 사용되었다.

## 시장 개발

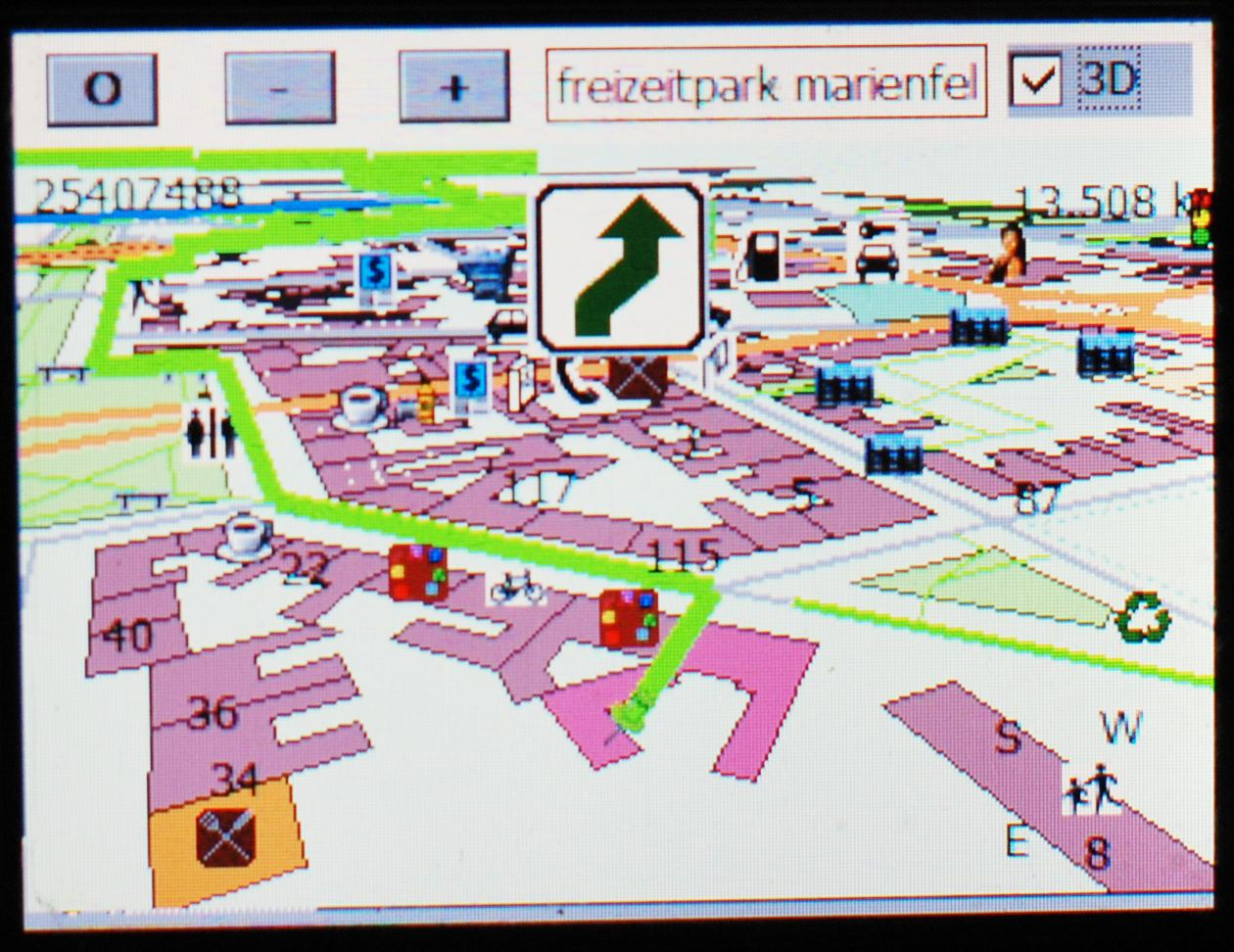
퍼스널 내비게이션 어시스턴트를 이용한 자전거 내비게이션.

분석 회사 Berg Insight에 따르면, 2009년 중반 기준으로 전 세계적으로 1억 5천만 개 이상의 턴 바이 턴 내비게이션 시스템이 있었으며, 여기에는 약 3천 5백만 개의 공장 설치 및 애프터마켓 대시 내비게이션 시스템, 9천만 개 이상의 개인 내비게이션 장치(PND), 그리고 약 2천 8백만 개의 GPS 지원 내비게이션 휴대폰이 포함되었다.
PNA라는 용어는 차량 자동 항법 장치의 인기가 높아지면서 널리 사용되기 시작했다. 초기 PNA는 사용자에게 지도 레이어, 실시간 교통 정보, 그리고 턴 바이 턴 안내를 위한 시청각 신호가 포함된 경로 엔진을 제공했다. 최신 세대의 PNA는 주차 지원 및 사용자 경험을 향상시키는 개인화 엔진과 같은 정교한 항법 기능을 갖추고 있다. 총 소유 비용과 시장 출시 시간을 줄이기 위해, 가르민 Ltd., Mio Technology Ltd. 또는 TomTom International BV.와 같은 대부분의 현대 PNA 장치는 TomTom Navigator, I-GO 2006, Netropa IntelliNav iGuidance 또는 Destinator와 같은 인기 있는 PDA 내비게이션 소프트웨어 패키지의 OEM 버전과 함께 윈도우 CE 또는 임베디드 리눅스와 같은 상용 임베디드 운영체제를 실행한다.
가르민과 마젤란과 같은 다른 제조업체는 자체 개발한 소프트웨어를 번들로 제공하는 것을 선호한다. 이들 장치 중 상당수가 임베디드 OS를 사용하기 때문에, 기술에 능숙한 많은 사용자들은 PNA를 수정하여 타사 소프트웨어를 실행하고 저렴한 오디오-비디오 플레이어나 개인 정보 단말기 대체품과 같은 내비게이션 외의 용도로 사용하는 것을 쉽게 발견한다.
GPS가 장착된 휴대 전화는 이제 전용 GPS 장치의 판매를 능가했다. 캘리포니아의 선도적인 시장 조사 기관인 iSuppli에 따르면, 노키아, 삼성전자, 모토로라 및 기타 휴대폰 제조업체는 2007년에 1억 6천 2백만 대의 GPS 장착 휴대폰을 판매할 것으로 예측되었으며, 이는 가르민과 TomTom이 합쳐서 판매할 것으로 예상한 2천만 대를 압도하는 수치이다. 안드로이드 장치(예: 모토로라 모토쿼티)에 구글 지도가 포함되고 노키아가 무료 오비 맵스를 발표하면서 많은 사람들이 여행 내비게이션을 위해 별도의 PNA 대신 스마트폰을 사용하게 되었다.

## 차량 내비게이션
자동차용으로 설계된 시스템은 도로망을 고려하여 경로를 계산할 수 있으며, 때로는 실시간으로도 가능하다. 이러한 시스템의 인기는 내비게이션 보조 장치의 광범위한 확산을 가져왔다.
일부 장치에서는 사용자가 지리 좌표뿐만 아니라 우편 주소, 때로는 장소의 이름으로 도착 지점을 정의할 수 있다. 지침은 종종 방향 그림 문자와 음성 합성 시스템의 해설로 단계별로 제공된다.
항해사는 운전자가 적절하다고 판단할 때 따를 수 있는 경로 제안을 제공한다. 때로는 이러한 내비게이션 시스템이 부정확한 데이터(차량에 맞지 않거나 업데이트되지 않은 지도, 캐니언 효과 등)를 사용하여 잘못된 정보를 생성하며, 이를 맹목적으로 따르는 운전자는 특히 대형 차량(코치 및 기타 중장비 차량)의 경우 치명적일 수 있는 사고를 유발할 수 있다. 따라서 시스템은 이러한 가능한 오류에 대해 사용자에게 경고하는 알림을 표시한다.
일부 내비게이션은 대형 트럭용으로 특화되어 차량의 크기뿐만 아니라 질량과 치수도 고려하여 적합한 도로를 사용하는 경로만 제공한다. 반면에, Waze 또는 Coyote와 같은 일반 대중을 위한 다른 애플리케이션은 트럭 운전자가 따라야 하는 모든 제약 조건(질량 및 높이 포함)을 포함하는 경로를 제공할 수 없다.

### 기능
일부 버전은 매우 완벽하며 다음을 제공할 수 있다.
- 3차원 지도.
- 음성 인식을 통해 도착 주소를 입력하고, 때로는 장소 이름만으로도 가능하다.
- 실시간 제약 조건(교통 체증, 도로 공사, 기상 조건 등)을 고려한 경로 계산. 데이터는 차량에 통합된 연결(예: 르노 R-Link)을 통해 직접 제공되거나, 모바일 애플리케이션의 경우 스마트폰의 셀룰러 데이터를 통해 제공된다.
- 현재 최대 허용 속도를 표시하고, 운전자가 이를 준수하지 않을 경우 경고를 발행할 수 있는 시스템. 또한 고정 레이더의 존재 가능성을 알릴 수 있다.
- 통신 기능이 있는 GPS 서비스. SIM 카드와 모바일 네트워크 덕분에 사용자는 사용자 측의 개입 없이 실시간으로 매우 정기적으로 업데이트되는 정보를 얻을 수 있다. 이 기능은 또한 레이더(고정 및 이동식), 경찰 통제의 존재를 알리고, 교통 상황, 기상, 또는 카풀 등에 대한 정보를 제공하는 것을 가능하게 한다. 이 분야의 선두 주자들은 연결된 장치를 제공한다: TomTom LIVE (르노 R-Link와 통합), 가르민 1690, Medion, Navigon LIVE, Goodkap! with Coyote, Avertinoo and Camsam with Munic. 대부분의 모바일 내비게이션 애플리케이션(Maps, 구글 지도,[4] 웨이즈 등)이 이러한 유형의 독점 시스템을 제공한다는 점에 유의해야 한다. 따라서 여기에는 한계가 있다. 거의 사용되지 않는 시스템 애플리케이션은 제대로 작동하지 않고 실시간 정보를 제공할 수 없을 것이다.[5]

## 같이 보기
- GPS 내비게이션 장치
- 개인 정보 단말기
- 차량 내비게이션
- 교통 메시지 채널